# Det forvandlede landbrug
Det forvandlede landbrug er en dansk dokumentarfilm med ukendt instruktør.

## Handling
Filmen skildrer problemerne omkring den strukturændring i landbruget, som den stærke afvandring af arbejdskraft medførte. Den belyser mekaniseringen af landbruget og de ændrede arbejdsmåder, dette medførte i det daglige arbejdsliv året rundt.